# Titanichthys agassizi
Titanichthys agassizi és una espècie de gran placoderm marí, de la fi del Devonià. Quant a grandària i constitució, era similar al Dunkleosteus. Es presumeix que utilitzava la seva enorme boca per empassar aspirar a cardúmenes de peixos petits, com l'anxova, o zooplàncton.